# هلما ونمرز

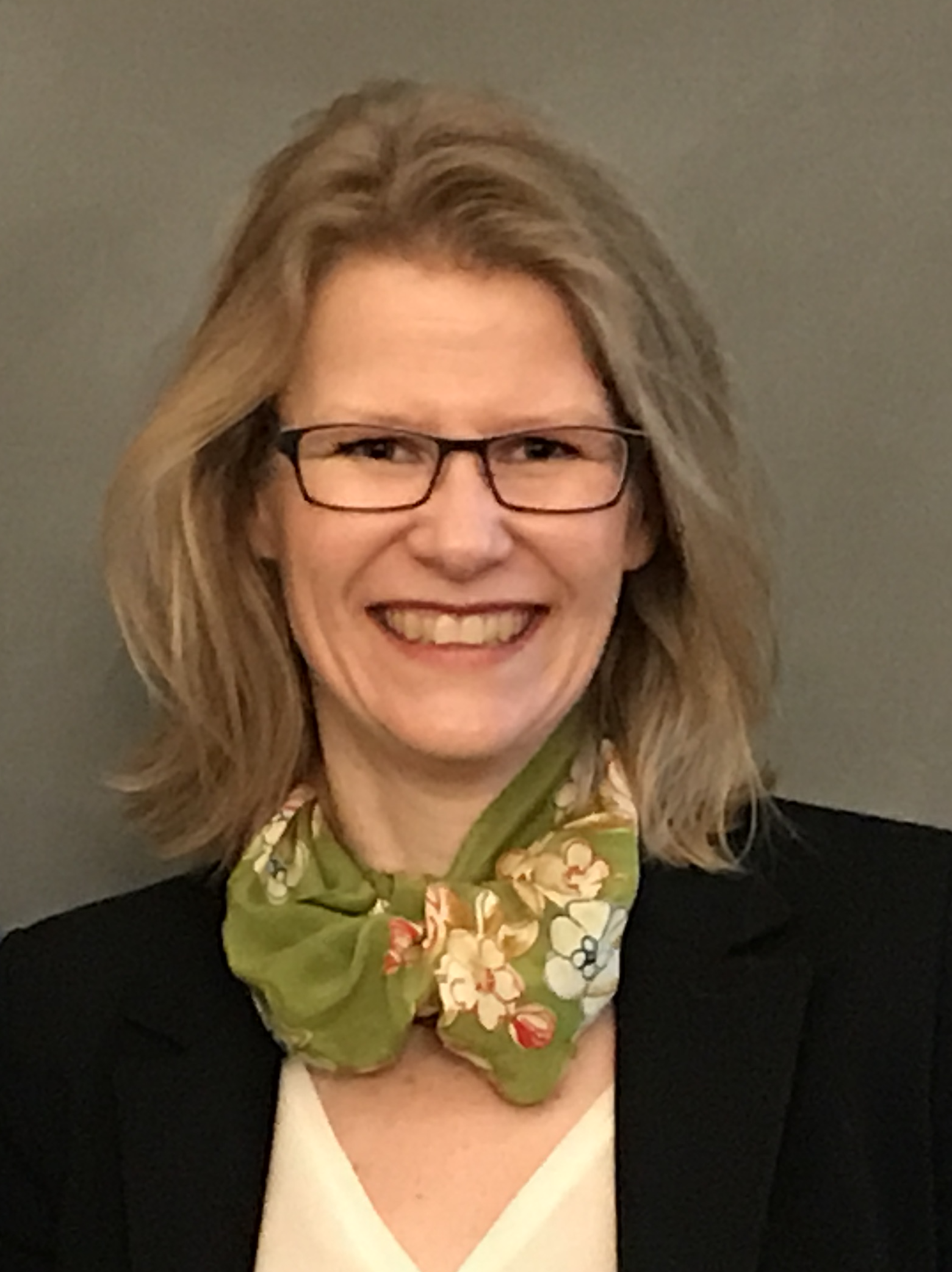
هلما ونمرز

هلما ونمرز (زاده ۲۴ ژوئن ۱۹۶۹ در افنباخ آم ماین) یک شیمی‌دان آلمانی است. او استاد شیمی آلی در انستیتوی فناوری فدرال سوئیس در زوریخ (مؤسسه فناوری فدرال زوریخ) است.

## تحصیلات
هلما ونمرز در دانشگاه گوته فرانکفورت در رشته شیمی تحصیل کرد. او دکترای خود را در دانشگاه کلمبیا، تحت نظر دبلیو کلارک استیل نیویورک در سال ۱۹۹۶ به دست آورد.

## پژوهش
تحقیقات ونمرز بر پپتیدهای غنی از پرولین متمرکز شده‌است.

## جوایز
کار هلما ونمرز با دریافت جایزه لئونیداس زرواس از انجمن پپتیدهای اروپایی (۲۰۱۰)، جایزه پدلر انجمن سلطنتی شیمی (۲۰۱۶)، مدال اینهوفن (۲۰۱۷) و جایزه محقق هلند برای شیمی فوق‌العاده مولکولی (۲۰۱۹) شناخته شد.